# Cossus
Cossus is een geslacht van vlinders uit de familie van de houtboorders (Cossidae).

## Soorten
- Cossus afghanistana Daniel, 1953
- Cossus bohatschi Püngeler, 1898
- Cossus cossus Linnaeus, 1758 — Wilgenhoutrups
- Cossus hoenei Yakovlev, 2006
- Cossus kerzhneri Yakovlev, 2011
- Cossus orientalis Gaede, 1929
- Cossus rectangulatus, Wichgraf, 1921
- Cossus romantsovi Yakovlev & Shapovla, 2019
- Cossus shmakovi Yakovlev, 2004
- Cossus siniaevi Yakovlev, 2004
- Cossus tibetanus Hua, Chou, Fang et Chen, 1990